# 巴萨金农村居民点
巴萨金农村居民点（俄语：Басакинское сельское поселение）是俄罗斯联邦伏尔加格勒州切尔内什科夫斯基区所属的一个农村居民点。其下辖有7个居民点，行政中心为巴萨金。据2016年统计，该农村居民点的人口为1218人。